# Laisenia Qarase
 Laisenia Qarase (Vanua Balavu, Islas Fiyi, 4 de febrero de 1941 - Suva, 21 de abril de 2020) fue un político fiyiano que fue el sexto primer ministro de su país.

## Carrera política
Obtuvo ese puesto en el gobierno interino tras el golpe de Estado de George Speight y el sucesivo contragolpe de Frank Bainimarama en 1999 y lo mantuvo con la vuelta de la democracia en el 2000. Abandono el puesto al suceder un nuevo golpe de Estado en 2006, comandado por Bainimarama, que retiró su apoyo a Qarase tras medidas de clemencia realizadas por el gobierno ante el grupo golpista de Speight.[cita requerida]
Falleció el 21 de abril de 2020 a los setenta y nueve años en el hospital de Oceanía en Suva.